# Bantamvikt i fristil i brottning vid olympiska sommarspelen 1976
Herrarnas brottningsturnering i fristil i viktklassen bantamvikt vid olympiska sommarspelen 1976 avgjordes i Maurice Richard Arena i Montréal. 

## Medaljörer
| Klass      | Guld                           | Silver                             | Brons              |
| Bantamvikt | Vladimir Jumin · Sovjetunionen | Hans-Dieter Brüchert · Östtyskland | Masao Arai · Japan |

## Resultat
Legend
- TF — Vinst genom fall
- IN — Vinst genom att motståndaren skadas
- DQ — Vinst genom passivitet
- D1 — Vinst genom passivitet, vinnaren är också passiv
- D2 — Båda brottarna förlorade på grund av passivitet
- FF — Vinst genom förverkande
- DNA — Anlände inte
- TPP — Totala straffpoäng
- MPP — Matchstraffpoäng

Straff
- 0 — Vinst genom fall, teknisk överlägsenhet, passivitet, skada och förverkande
- 0.5 — Vinst på poäng, 8-11 poängs skillnad
- 1 — Vinst på poäng, 1-7 poängs skillnad
- 2 — Vinst på passivitet,  vinnaren är också passiv
- 3 — Förlust på poäng, 1-7 poängs skillnad
- 3.5 — Förlust på poäng, 8-11 poängs skillnad
- 4 — Förlust genom fall, teknisk överlägsenhet, passivitet, skada och förverkande

### Elimineringsrunda

#### Omgång 1
| TPP | MPP |                            | Poäng     |                               | MPP | TPP |
| --- | --- | -------------------------- | --------- | ----------------------------- | --- | --- |
| 0   | 0   | Joe Corso (USA)            | 20 - 8    | Allah Ditta (PAK)             | 4   | 4   |
| 1   | 1   | Masao Arai (JPN)           | 13 - 9    | Miho Dukov (BUL)              | 3   | 3   |
| 4   | 4   | Gordon Smith (AUS)         | TF / 4:10 | Gigel Anghel (ROU)            | 0   | 0   |
| 0   | 0   | Ramezan Kheder (IRI)       | 23 - 5    | Michael Barry (CAN)           | 4   | 4   |
| 3   | 3   | Jung Youn-Ok (KOR)         | 26 - 28   | Georgios Hatziioannidis (GRE) | 1   | 1   |
| 4   | 4   | Barry Oldridge (NZL)       | 0 - 24    | Risto Darlev (YUG)            | 0   | 0   |
| 0   | 0   | Moises López (MEX)         | TF / 5:01 | Amrik Singh Gill (GBR)        | 4   | 4   |
| 3   | 3   | Jorge Ramos (CUB)          | 6 - 13    | László Klinga (HUN)           | 1   | 1   |
| 0   | 0   | Hans-Dieter Brüchert (GDR) | 38 - 7    | Megdiin Khoilogdorj (MGL)     | 4   | 4   |
| 0   | 0   | Vladimir Jumin (URS)       | 20 - 5    | Li Ho-Pyong (PRK)             | 4   | 4   |
| 0   |     | Zbigniew Żedzicki (POL)    |           | Bye                           |     |     |

#### Omgång 2
| TPP | MPP |                               | Poäng     |                            | MPP | TPP |
| --- | --- | ----------------------------- | --------- | -------------------------- | --- | --- |
| 0   | 0   | Zbigniew Żedzicki (POL)       | TF / 1:02 | Joe Corso (USA)            | 4   | 4   |
| 8   | 4   | Allah Ditta (PAK)             | TF / 1:56 | Masao Arai (JPN)           | 0   | 1   |
| 3   | 0   | Miho Dukov (BUL)              | TF / 1:33 | Gordon Smith (AUS)         | 4   | 8   |
| 3   | 3   | Gigel Anghel (ROU)            | 15 - 18   | Ramezan Kheder (IRI)       | 1   | 1   |
| 7   | 3   | Michael Barry (CAN)           | 9 - 11    | Jung Youn-Ok (KOR)         | 1   | 4   |
| 1   | 0   | Georgios Hatziioannidis (GRE) | TF / 2:29 | Barry Oldridge (NZL)       | 4   | 8   |
| 0   | 0   | Risto Darlev (YUG)            | TF / 1:01 | Moises López (MEX)         | 4   | 4   |
| 8   | 4   | Amrik Singh Gill (GBR)        | 6 - 19    | Jorge Ramos (CUB)          | 0   | 3   |
| 5   | 4   | László Klinga (HUN)           | TF / 5:22 | Hans-Dieter Brüchert (GDR) | 0   | 0   |
| 4   | 0   | Megdiin Khoilogdorj (MGL)     | TF / 4:49 | Vladimir Jumin (URS)       | 4   | 4   |
| 0   |     | Li Ho-Pyong (PRK)             |           | Bye                        |     |     |

#### Omgång 3
| TPP | MPP |                               | Poäng     |                           | MPP | TPP |
| --- | --- | ----------------------------- | --------- | ------------------------- | --- | --- |
| 5   | 1   | Li Ho-Pyong (PRK)             | 13 - 10   | Zbigniew Żedzicki (POL)   | 3   | 3   |
| 8   | 4   | Joe Corso (USA)               | TF / 8:54 | Masao Arai (JPN)          | 0   | 1   |
| 3   | 0   | Miho Dukov (BUL)              | 32 - 1    | Gigel Anghel (ROU)        | 4   | 7   |
| 1   | 0   | Ramezan Kheder (IRI)          | 24 - 9    | Jung Youn-Ok (KOR)        | 4   | 8   |
| 1   | 0   | Georgios Hatziioannidis (GRE) | TF / 6:47 | Risto Darlev (YUG)        | 4   | 4   |
| 8   | 4   | Moises López (MEX)            | DQ / 7:17 | Jorge Ramos (CUB)         | 0   | 3   |
| 9   | 4   | László Klinga (HUN)           | TF / 2:41 | Megdiin Khoilogdorj (MGL) | 0   | 4   |
| 3   | 3   | Hans-Dieter Brüchert (GDR)    | 5 - 10    | Vladimir Jumin (URS)      | 1   | 5   |

#### Omgång 4
| TPP | MPP |                         | Poäng     |                               | MPP | TPP |
| --- | --- | ----------------------- | --------- | ----------------------------- | --- | --- |
| 8.5 | 3.5 | Li Ho-Pyong (PRK)       | 7 - 18    | Masao Arai (JPN)              | 0.5 | 1.5 |
| 6   | 3   | Zbigniew Żedzicki (POL) | 7 - 14    | Miho Dukov (BUL)              | 1   | 4   |
| 1   | 0   | Ramezan Kheder (IRI)    | 26 - 8    | Georgios Hatziioannidis (GRE) | 4   | 5   |
| 8   | 4   | Risto Darlev (YUG)      | TF / 7:35 | Hans-Dieter Brüchert (GDR)    | 0   | 3   |
| 7   | 4   | Jorge Ramos (CUB)       | TF / 4:15 | Megdiin Khoilogdorj (MGL)     | 0   | 4   |
| 5   |     | Vladimir Jumin (URS)    |           | Bye                           |     |     |

#### Omgång 5
| TPP | MPP |                               | Poäng   |                            | MPP | TPP |
| --- | --- | ----------------------------- | ------- | -------------------------- | --- | --- |
| 6   | 1   | Vladimir Jumin (URS)          | 11 - 5  | Masao Arai (JPN)           | 3   | 4.5 |
| 5   | 1   | Miho Dukov (BUL)              | 12 - 8  | Ramezan Kheder (IRI)       | 3   | 4   |
| 8.5 | 3.5 | Georgios Hatziioannidis (GRE) | 11 - 22 | Hans-Dieter Brüchert (GDR) | 0.5 | 3.5 |
| 4   |     | Megdiin Khoilogdorj (MGL)     |         | Bye                        |     |     |

#### Omgång 6
| TPP | MPP |                           | Poäng     |                            | MPP | TPP |
| --- | --- | ------------------------- | --------- | -------------------------- | --- | --- |
| 8   | 4   | Megdiin Khoilogdorj (MGL) | 3 - 22    | Masao Arai (JPN)           | 0   | 4.5 |
| 7   | 1   | Vladimir Jumin (URS)      | 9 - 4     | Miho Dukov (BUL)           | 3   | 8   |
| 8   | 4   | Ramezan Kheder (IRI)      | TF / 8:42 | Hans-Dieter Brüchert (GDR) | 0   | 3.5 |

### Sista omgångarna
| TPP | MPP |                            | Poäng  |                            | MPP | TPP |
| --- | --- | -------------------------- | ------ | -------------------------- | --- | --- |
|     | 3   | Hans-Dieter Brüchert (GDR) | 5 - 10 | Vladimir Jumin (URS)       | 1   |     |
| 2   | 1   | Vladimir Jumin (URS)       | 11 - 5 | Masao Arai (JPN)           | 3   |     |
| 6   | 3   | Masao Arai (JPN)           | 7 - 10 | Hans-Dieter Brüchert (GDR) | 1   | 4   |